# Reichs-Rundfunk-Gesellschaft

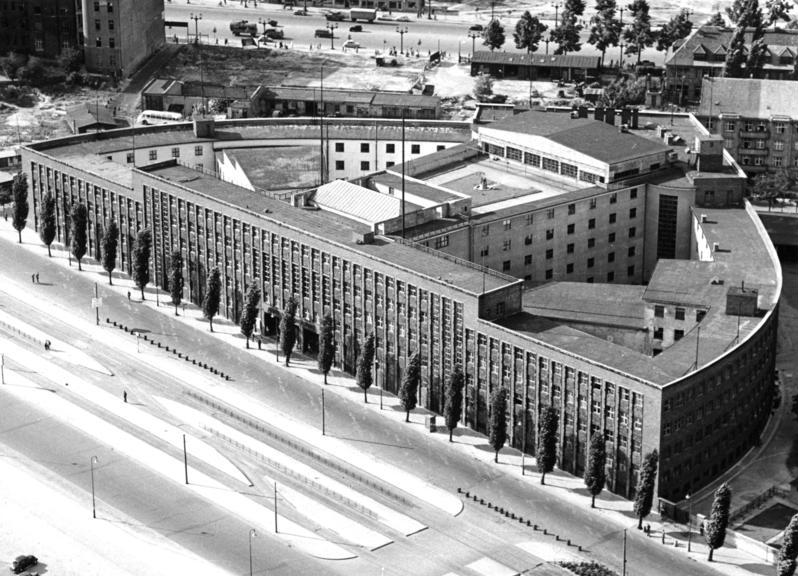
Берлинский радиодом

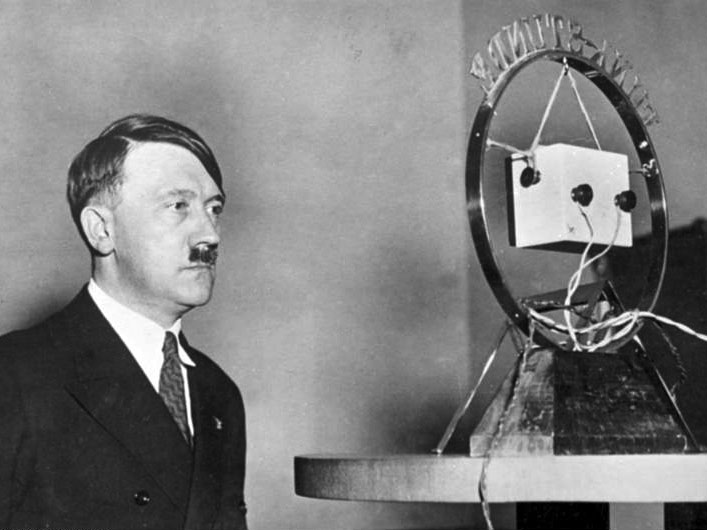
Радиообращение Адольфа Гитлера к нации из студии Funk-Stunde после его назначения рейхсканцлером, 1933 год

Имперское общество радиовещания (Reichs-Rundfunk-Gesellschaft mbH, «Рейхс-Рундфунк-Гелельшафт», также «Reichsrundfunk» — «Имперское радио») — некоммерческое общество с ограниченной ответственностью, существовавшее в 1925—1961 годах (с 1951 года находилось в стадии ликвидации). До апреля 1945 года офис предприятия располагался в берлинском радиодоме, в апреле—мае 1945 года — во Фленсбургском почтамте.

## Деятельность
Радиокомпания вела:
- (в 1926—1932 гг.)
  - имперские тематические радиопередачи и обмен радиопередачами;
  - размещение рекламы в радиопрограммах;
- (в 1932—1934 гг.)
  - имперские тематические радиопередачи и обмен радиопередачами;
  - подготовку имперских тематических радиопередач;
  - размещение рекламы в радиопрограммах;
  - финансирование региональных государственных радиокомпаний;
  - запись радиоспектаклей и радиоконцертов на граммдиски и их тиражирование для последующей продажи населению;
  - выдачу разрешения на создание по мотивам радиоспектаклей радиокомпании других художественных произведений (экранизаций, новеллизаций, сиквелов, приквелов, римейков и театральных адаптаций);
- (в 1934—1940 гг.)
  - имперские тематические радиопередачи и обмен радиопередачами;
  - подготовку имперских тематических радиопередач;
  - вещание по бранденбургско-берлинской программе, звучавшей на средних волнах на частоте 841 кГц в провинции Бранденбург, округе Магдебург провинции Саксония и городе Берлин, с 1939 года также в округе Позен и Гогензальца Рейхсгау Вартеланд
  - вещание по силезской программе, звучавшей на средних волнах на частоте 950 кГц в провинциях Нижняя Силезия и Верхняя Силезия
  - вещание по северо-германской программе, звучавшей на средних волнах в землях Гамбург, Бремен, Любек, Мекленбург-Шверин, Мекленбург-Стрелиц, Шаумбург-Липпе, Ольденбург, Брауншвейг, провинциях Шлезвиг-Гольштейн, Ганновер, округе Грайфсвальд провинции Померания
  - вещание по юго-западно-германской программе, звучавшей на средних волнах на частоте 1195 кГц в земля Гессен и провинции Гессен-Нассау
  - вещание по восточно-прусский программе, звучавшей на средних волнах на частоте 1031 кГц в провинции Восточная Пруссия
  - вещание по западно-германской программе, звучавшей на средних волнах на частоте 658 кГц в провинции Вестфалия и округах Аахен, Дюссельдорф и Кёльн Рейнской провинции
  - вещание по центрально-германской программе, звучавшей на средних волнах на частоте 785 кГц в земле Саксония и Тюрингия и округах Эрфурт и Галле провинции Саксония
  - вещание по баварской программе, звучавшей на средних волнах на частоте 740 кГц в земле Бавария
  - вещание по программе «Дойчландзендер», звучавшей на длинных волнах на частоте 191 кГц во всех землях Германии, включавшей в себя в период войны сводку ОКВ (верховного командования вермахта) и подробные репортажи, основанные на наблюдениях очевидцев с фронта[7];
  - вещание по саарландской программе, звучавшей на средних волнах на частоте 1249 кГц в Саарланде;
  - в 1938—1940 гг. вещание по австрийской программе, звучавшей на средних волнах на частоте 592 кГц в т. н. «рейхгау» Вена, Верхний Дунай, Нижний Дунай, Тироль и Форарльберг, Каринтия, Штирия;
  - в 1939—1940 гг. — вещание по судетенландской программе, звучавшей на средних волнах на частоте 1113 кГц в т. н. «рейхсгау Судетенланд»;
  - в 1939—1940 гг. — вещание по данцигской программе, звучавшей на средних волнах на частоте 1303 кГц в т. н. «Рейхсгау Данциг-Западная Пруссия»;
  - радиопередачи на заграницу (в 1929—1934 гг. под позывным «Дойчер Курцвеллензендер» («Deutscher Kurzwellensender»)) на 12 языках[8].
  - с 1935 года — вещание по одной телепрограмме;
  - запись радиоспектаклей и радиоконцертов на граммдиски и их тиражирование для последующей продажи населению;
  - выдачу разрешения на создание по мотивам радиоспектаклей радиокомпании других художественных произведений (экранизаций, новеллизаций, сиквелов, приквелов, римейков и театральных адаптаций);
- (с 9 июля 1940 до 1945 года)
  - вещание по рейхспрограмме (Reichsprogramm) (основные радиопередачи, такие как общественно-политические передачи и выступления политических деятелей, передавались непосредственно компанией и ретранслировались всеми её филиалами, только определенные передачи, такие как передачи для фермеров, для детей, о культуре, подготавливались и передавались филиалами самостоятельно[9]) звучавшей на средних волнах до весны 1945 года во всех землях Германии, в апреле-мае 1945 года — в земле Шлезвиг-Гольштейн;
  - местные радиопередачи по имперской программе в Восточной Пруссии и округе Кёслин Померании;
  - местные радиопередачи по имперской программе в провинциях Верхняя Силезия и Нижняя Силезия;
  - местные радиопередачи по имперской программе в Берлине, Бранденбурге, округе Штеттин Померании и округе Магдебург провинции Саксония;
  - местные радиопередачи по имперской программе в Саксонии, Тюрингии, Анхальте, округах Эруфурт и Мерзебург провинции Саксония;
  - местные радиопередачи по имперской программе в Шлезвиг-Гольштейне, Ганновере, Ольденбурге, Брауншвейге, Шаумбург-Липпе, Мекленбурге, бывшем округе Штральзунд Померании;
  - местные радиопередачи по имперской программе в Вестфалии, Липпе, округах Кёльн, Аахен и Дюссельдорф Рейнской провинции;
  - местные радиопередачи по имперской программе в Гессене, Гессен-Нассау, округах Кобленц и Трир Рейнской провинции;
  - местные радиопередачи по имперской программе в Бадене, Вюртемберге и землях Гогенцоллернов;
  - местные радиопередачи по имперской программе в Баварии;
  - местные радиопередачи по имперской программе в Саарланде;
  - местные радиопередачи по имперской программе в т. н. «рейхгау» Вена, Верхний Дунай, Нижний Дунай, Тироль и Форарльберг, Каринтия, Штирия;
  - местные радиопередачи по имперской программе в т. н. «рейхгау Судетенлнад»;
  - местные радиопередачи по имперской программе в т. н. «рейхсгау Данциг-Западная Пруссия»;
  - вещание по программе т. н. «Рейхспротектората Богемия и Моравия»;
  - вещание по программе т. н. «Генерал-губернаторства»;
  - в 1942—1943 гг. — вещание по программе т. н. «Рейхскомиссариата Остланд»;
  - в 1942—1943 гг. — вещание по программе т. н. «Рейхскомиссариата Украины»;
  - вещание по одной телепрограмме;
  - радиопередачи на заграницу;
  - запись радиоспектаклей и радиоконцертов на граммдиски и их тиражирование для последующей продажи населению;
  - выдачу разрешения на создание по мотивам радиоспектаклей радиокомпании других художественных произведений (экранизаций, новеллизаций, сиквелов, приквелов, римейков и театральных адаптаций);
- (в 1945—1961 гг.)
  - в 1932—1961 гг. — выдачу разрешения на создание по мотивам радиоспектаклей радиокомпании других художественных произведений (экранизаций, новеллизаций, сиквелов, приквелов, римейков и театральных адаптаций).

## Владельцы
Владельцами радиокомпании являлись:
- (в 1925—1926 гг.)
  - на 12,5 % — акционерное общество «Центрально-Германское радио»;
  - на 12,5 % — акционерное общество «Северное радио»;
  - на 12,5 % — акционерное общество «Силезский радиочас»;
  - на 12,5 % — акционерное общество «Восточно-Прусское радио»;
  - на 12,5 % — акционерное общество «Служба Юго-Западно-Германского радио»;
  - на 12,5 % — акционерное общество «Берлинский радиочас»;
  - на 12,5 % — акционерное общество «Южно-Германское радио»;
  - на 12,5 % — акционерное общество «Западно-Германский радиочас»;
- (в 1926—1933 гг.)
  - на 51 % — Рейхсминистерство почт;
  - на 6,1 % — акционерное общество «Берлинский радиочас»;
  - на 6,1 % — акционерное общество «Восточно-Прусское радио»;
  - на 6,1 % — акционерное общество «Западно-Германский радиочас»;
  - на 6,1 % — общество с ограниченной ответственностью «Немецкий радиочас в Баварии»;
  - на 6,1 % — акционерное общество «Северное радио»;
  - на 6,1 % — акционерное общество «Силезский радиочас»;
  - на 6,1 % — акционерное общество «Служба Юго-Западно-Германского радио»;
  - на 6,1 % — акционерное общество «Центрально-Германское радио»;
  - на 6,1 % — акционерное общество «Южно-Германское радио»;
- (в 1933—1934 гг.)
  - на 51 % — Рейхсминистерство народного просвещения и пропаганды;
  - на 21 % — министерство народного просвещения земли Пруссия[4][4][10][11][12];
  - на 8 % — министерство народного просвещения земли Вюртемберг;
  - на 4 % — министерство народного просвещения земли Саксония;
  - на 4 % — министерство народного просвещения земли Баден;
  - на 4 % — министерство народного просвещения земли Тюрингия;
  - на 4 % — министерство народного просвещения земли Гессен;
  - на 4 % — министерство народного просвещения земли Гамбург.
- (в 1934—1945 гг.)
  - на 100 % Рейхсминистерство народного просвещения и пропаганды;
- (в 1949—1961 гг.)
  - на 100 % Федеральное правительство ФРГ.

## Руководство
Руководство радиокомпанией осуществляли:
- (в 1925—1926)
  - собрание участников (Gesellschafterversammlung);
- (в 1926—1932 гг.)
  - собрание участников (Gesellschafterversammlung);
  - административный совет (Verwaltungsrat)[1], состоявший из 12 рейхскомиссаров по радиовещанию Рейхсминистерство почт (один из которых был его председателем) и 9 представителей радиокомпаний-участников (по одному от каждой)[1].;
  - программный совет (Programmrat), назначавшийся Рейхсминистерством внутренних дел;
  - общий руководитель;
  - хозяйственный руководитель;
- (в 1932—1934 гг.)
  - административный совет, состоявший из трёх рейхскомиссаров по радиовещанию Рейхсминистерства внутренних дел[13], трёх рейхскомиссаров по радиовещанию Рейхсминистерство почт (один из которых был его председателем) и семи статс-комиссаров по радиовещанию министерств народного просвещения земель (два статс-комиссара министерства народного просвещения земли Пруссия, по одному стат-комиссару министерств народного просвещения земель Бавария, Саксония, Вюртемберг, Баден и Гамбург), которому были подчинены дирекция программ и административно-техническая дирекция;
  - программный совет (Programmbeirat), состоявший из 15 членов назначавшихся Рейхсминистерством внутренних дел (председателем которого был один из его рейхскомиссаров)[14] по предложению земель;
  - общий руководитель;
  - хозяйственный руководитель;
- (в 1934—1945 гг.)
  - административный совет, состоявший из трёх рейхскомиссаров Рейхсминистерства народного просвещения и пропаганды, одного рейхскомиссара Рейхсминистерства почт и рейхскомиссара Рейхсминистерства финансов
  - Рейхсзенделяйтер (Reichsendeleiter);
  - Хозяйственный руководитель;
  - Технический руководитель[15];
- (в 1945—1961 гг.)
  - ликвидационная комиссия.

## Подразделения
- (в 1926—1932 гг.)
  - (через общего руководителя)
    - с 1929 года — центральная аппаратная (zentralfunkhilfe);
    - корреспондентские пункты;

  - (через административного руководителя)
    - с 1930 года — Центральный отдел образовательного радиовещания (zentralstelle fur schulfunk);
    - с 1931 года — отдел обмена передачами;
- (в 1932—1934 гг.)
  - (через административного руководителя)
    - центральная аппаратная

  - (через рейхсзенделяйтера)
    - Служба беспроводного вещания (выполнял функции отдела новостей);
    - Служба программ Германского радио;
    - Центральный отдел образовательного радиовещания (zentralstelle fur schulfunk)[16];
    - отдел обмена программами;
    - служба грамзаписи и архив;
    - корреспондентские пункты;
- (в 1934—1945 гг.)
  - (через административного руководителя)
    - центральная аппаратная

  - (через рейхсзенделяйтера)
    - Служба беспроводного вещания (выполнял функции отдела новостей);
    - Служба программ Германского радио;
    - Центральный отдел образовательного радиовещания;
    - отдел обмена программами;
    - служба грамзаписи и архив;
    - корреспондентские пункты;

  - «Дойчландзендер» («Deutschlandsender»);
  - «Юберзеезендер» («Überseesender»)[17];
  - «Германское телевидение» («Deutscher Fernseh-Rundfunk»);
- (в 1945—1961 гг.)
  - Служба программ Германского радио

## Филиалы
- с 1 апреля 1934 года[10] до 1945 гг. — «Рейхсзендер Берлин» («Reichssender Berlin») — филиал компании в провинции Бранденбург, Берлине, округе Штеттин провинции Померания, был расположен в Берлине;
  - тематические отделы;
  - Оркестр Берлинского радио (Orchester des Reichssenders Berlin);
  - Хор Берлинского радио (Chor des Reichssenders Berlin);
- с 1 апреля 1934 до 1945 года «Рейхсзендер Бреслау» («Reichssender Breslau») — филиал компании в провинциях Верхняя Силезия и Нижняя Силезия, был расположен в Бреслау;
- с 1 апреля 1934[4][12] до 1945 года — «Рейхсзендер Гамбург» («Reichssender Hamburg») — филиал компании в землях Гамбург, Бремен, Любек, Ольденбург, Брауншвейг, Мекленбург-Шверин, Мекленбург-Стрелиц, Шаумбург-Липпе, провинциях Ганновер и Шлезвиг-Гольштейн и бывшем округе Штральзунд провинции Померания, был расположен в Гамбурге;
- с 1 апреля 1934 до 1945 года — «Рейхсзендер Франкфурт» («Reichssender Frankfurt») — филиал компании в земле Гессен и провинции Гессен-Нассау, был расположен во Франкфурте-на-Майне;
- с 1 апреля 1934 до 1945 года — «Рейхсзендер Кёнигсберг» («Reichssender Königsberg») — филиал компании в провинции Восточная Пруссия и округе Кёслин провинции Померания, был расположен в Кёнигсберге;
- с 1 апреля 1934 до 1945 года — «Рейхсзендер Кёльн» («Reichssender Köln») — филиал компании в земле Липпе, провинции Вестфалия и округах Аахен, Кёльн и Дюссельдорф Рейнской провинции, был расположен в Кёльне;
- с 1 апреля 1934 до 1945 года — «Рейхсзендер Лейпциг» («Reichssender Leipzig») — филиал компании в землях Саксония, Тюрингия и Анхальт и округах Эрфурт и Мерзебург провинции Саксония, был расположен в Лейпциге;
- с 1 апреля 1934 до 1945 года — «Рейхсзендер Штутгарт» («Reichssender Stuttgart») — филиал компании в землях Баден и Вюртемберг и провинции Гогецоллерн, был расположен в Штутгарте;
- с 1 апреля 1934 до 1945 года — «Рейхсзендер Мюнхен» («Reichssender München») — филиал компании в земле Бавария, был расположен в Мюнхене;
- с 1935 до 1945 гг. — «Рейхсзендер Саарбрюккен» («Reichssender Saarbrücken») — филиал компании в Саарланде, был расположен в Саарбрюккене;
- в 1938—1945 гг. — «Рейхсзендер Вин» («Reichssender Wien») — филиал в т. н. «Рейхсгау Верхний Дунай», «Рейхсгау Нижний Дунай», «Рейхсгау Вена», «Рейхсгау Каринтия», «Рейхсгау Штирия», «Рейхсгау Зальцбург» и «Рейхсгау Тироль-Форарльберг»;
- в 1939—1945 гг. — «Рейхсзендер Бёмен» («Reichssender Böhmen») — филиал в т. н. «Рейхсгау Судетенланд»;
- в 1939—1945 гг. — «Рейхсзендер Данциг» («Reichssender Danzig») — филиал в т. н. «Рейхсгау Данциг-Западная Пруссия»;
- в 1939—1945 гг. — «Зендер дес Протекторатс» (Sender des Protektorats) — филиал в т. н. «Рейхспротекторате Богемия и Моравия»;
- в 1939—1945 гг. — «Зендер дес Генеральгуверментс» (Sender des Generalgouvernements) — филиал в т. н. «Генерал-Губернаторстве»;
- в 1942—1945 гг. — «Гауптзендер Рига» (Hauptsender Riga) — филиал в т. н. «Рейхскомиссариате Остланд»;
- в 1942—1945 гг. — «Гауптзендер Украине» (Hauptsender Ukraine) — филиал в т. н. «Рейхскомиссариате Украина».

## Дочерние компании
В 1933—1934 гг. компании принадлежало по 51 % капитала каждой из радиокомпаний осуществлявшей вещание по региональным программам:
- Некоммерческое общество с ограниченной ответственностью «Баварское радио» (Bayerischer Rundfunk GmbH) — дочерняя компания в земле Бавария, была расположена в Мюнхене
- Некоммерческое общество с ограниченной ответственностью «Восточно-Прусское радио» (Ostmarken-Rundfunk GmbH) — дочерняя компания в провинции Восточная Пруссия, была расположена в Кёнигсберге;
- Некоммерческое общество с ограниченной ответственностью «Силезское радио» (Schlesischer Rundfunk GmbH) — дочерняя компания в провинциях Верхняя Силезия и Нижняя Силезия, была расположена в Бреслау;
- Некоммерческое общество с ограниченной ответственностью «Центрально-Германское радио» (Milleldeutscher Rundfunk GmbH) — дочерняя компания в землях Саксония, Тюрингия, Анхальт и округах Эрфурт и Мерзебург провинции Саксония, была расположена в Лейпциге;
- Некоммерческое общество с ограниченной ответственностью «Берлинский радиочас» (Funkstunde GmbH) — дочерняя компания в Берлине, провинции Бранденбург, округе Штеттин провинции Померания, была расположена в Берлине;
- Некоммерческое общество с ограниченной ответственностью «Северо-Германское радио» (Norddeutscher Rundfunk GmbH) — дочерняя компания в землях Гамбург, Любек, Бремен, Ольденбург, Брауншвейг, Шаумбург-Липпе, Мекленбург-Шверин, Мекленбург-Стрелиц, провинциях Ганновер и Шлезвиг-Гольштейн и бывшем округе Штральзунд провинции Померания, была расположена в Гамбурге;
- Некоммерческое общество с ограниченной ответственностью «Западно-Германское радио» — дочерняя компания в земле Липпе, провинции Вестфалия и округах Кёльн, Дюссельдорф и Аахен Рейнской провинции, была расположена в Кёльне;
- Некоммерческое общество с ограниченной ответственностью «Южно-Германское радио» — дочерняя компания в землях Баден, Вюртемберг и провинции Гогенцоеллерн, была расположена в Штутгарте;
- Некоммерческое общество с ограниченной ответственностью «Юго-Западно-Германское радио» — дочерня компания в земле Гессен, провинции Гессен-Нассау, округах Кобленц и Трир, была расположена во Франкфурте-на-Майне.

## Финансирование
Радиокомпания финансировалась:
- (в 1926—1931 гг.)
  - преимущественно за счёт продажи рекламного времени в имперских передачах;
- (в 1931—1945 гг.)
  - преимущественно Имперским министерством почт преимущественно за счёт средств от сбора абонемента (2 рейхсмарки в месяц[18], так в 1932 году было четыре миллиона зарегистрированных пользователей радио:{{{1}}} что давало радиокомпании доход в 4 миллиона рейхсмарок[1]);
  - на 0,2 % — за счёт продажи рекламного времени в имперских передачах радиокомпании;
  - в меньшей степени за счёт:
    - продажи другим других радиоорганизациям прав на создание радиоспектаклей по мотивам радиоспектаклей поставленных компанией, издания их на аудионосителях, продажи лицензий на создание по их мотивам других художественных произведений (экранизаций, новеллизаций, театральных адаптаций);
    - издания на аудионосителях концертов оркестров и хоров имперско-земельных радиокомпаний;
- (в 1934—1945 гг.)
  - преимущественно Имперским министерством финансов преимущественно за счёт средств от сбора абонемента.
- (в 1945—1961 гг.)
  - за счёт от продажи другим других радиоорганизациям прав на создание радиоспектаклей по мотивам радиоспектаклей поставленных компанией, издания их на аудионосителях, продажи лицензий на создание по их мотивам других художественных произведений (экранизаций, новеллизаций, театральных адаптаций).

## Активы
Компании принадлежали:
- (в 1926—1932 гг.)
  - корреспондентские пункты внутри Германии;
  - заграничные корреспондентские пункты;
  - 70 % капитала радиокомпании «Дойче Велле»[19];
  - с 1931 года — 100 % капитала общества с ограниченной ответственностью «Программная служба Германского радио», осуществлявшее подготовку тематических передач[20][21][22];
- (в 1932—1934 гг.)
  - 100 % капитала радиокомпании «Дойчландзендер»;
  - корреспондентские пункты внутри Германии
  - заграничные корреспондентские пункты;
  - авторские права на радиоспектакли, поставленные компанией, включая удалённые из них сцены и черновики их сценариев;
- (в 1934—1945 гг.)
  - радиодома в Берлине, Гамбурге, Мюнхене, Кёльне, Франкфурте-на-Майне, Штутгарте, Лейпциге, Бреслау и Кёнигсберге;
  - радиоцентры в Берлине, Гамбурге, Мюнхене, Кёльне, Франкфурте-на-Майне, Штутгарте, Лейпциге, Бреслау и Кёнигсберге;
  - корреспондентские пункты внутри Германии;
  - заграничные корреспондентские пункты;
  - авторские права на радиоспектакли, поставленные компанией, включая удалённые из них сцены и черновики их сценариев.
- (в 1945—1961 гг.)
  - авторские права на радиоспектакли, поставленные компанией, включая удалённые из них сцены и черновики их сценариев.

## Технические достижения
Инженеры компании добились существенных успехов в технологии звукозаписи. В частности, Вальтер Вебер ввёл ряд усовершенствований в область записи звука на магнитную ленту, наиболее важным из которых было внедрение подмагничивания, обеспечивавшее значительное улучшение качества записи.

## Ликвидация
Радиокомпания была ликвидирована в 1961 году.